# Тантија Топи
Тантија Топи (хинд. Tantia Topi, 1812-1859) био је један од главних вођа индијског устанка 1857. године

## Устанички вођа
По роду Марата, Тантија Топи је био огорчени противник британске колонијалне власти у Индији, који је тежио да обнови маратску државу. Он се током индијског устанка за ослобођење од британске доминације, који је избио у мају 1857, на челу 20.000 устаника из Гвалијара придружио снагама Нана Сахиба. Пошто је Канпур пао у руке Британаца (16. јула), Топи је отишао у помоћ владарки Лакшмији Бај, са којом је све до априла 1858. бранио државу Џанси. После британског освајања те кнежевине, заједно су се повукли у централну Индију, где су наставили герилски рат и ослободили Гвалијар. После погибије Лакшмије, јуна 1858, Топи је преузео команду над преживелим устаницима, које је успешно водио и после слома устанка.

## Смрт и наслеђе
Априла 1859. пао је преваром у руке Британаца, који су га обесили. Запамћен је као добар познавалац тактике герилског ратовања, а у Индији и као веома популаран и омиљен заповедник.